# 杜克斯县 (马萨诸塞州)
杜克斯县（英語：Dukes County）是美国麻薩諸塞州東南部的一個縣，由马萨葡萄园岛和伊莉莎白群島組成，面積1,272平方公里。根據2020年美國人口普查，共有人口20,600人。縣治埃德加敦（Edgartown）。
該縣1683年11月1日建立，原來是紐約省最早成立的十二個縣之一，1691年10月7日轉讓予麻薩諸塞並從中分出南塔克特。縣名紀念名義上的領主约克公爵詹姆斯。由於當時憲章定明本縣「以杜克斯縣命名」（by the name of Dukes County），因而形成了特別的寫法。